# Alarm für Cobra 11 - Die Autobahnpolizei
Cobra 11 (volledige Duitse titel: Alarm für Cobra 11 – Die Autobahnpolizei) is een Duitse actieserie. De eerste aflevering van de serie werd uitgezonden op 12 maart 1996 op de Duitse commerciële televisiezender RTL Television. In Nederland werd de serie uitgezonden door de RTL Nederland en is te zien geweest op RTL 4, RTL 5, RTL 7, RTL Crime en ONS.
De serie zou zich aanvankelijk afspelen in de buurt van Berlijn, maar verhuisde uiteindelijk naar Noordrijn-Westfalen, omdat het film- en stuntproductiebedrijf action concept, dat de productie voor de serie verzorgt, in Hürth gevestigd is.
De serie gaat over twee agenten bij de Autobahnpolizei, letterlijk snelwegpolitie, die zich in Duitsland met verkeersongevallen, filebegeleiding, verkeersovertredingen en misdrijven bezighoudt. De serie wordt gekenmerkt door de vele actiescènes en stunts, waarbij ontploffingen en auto's vaak een grote rol spelen.

## Verhaal
Sinds 1996 vertolkt Erdoğan Atalay de rol van de Turks-Duitse rechercheur Semir Gerkhan. Door de jaren heen heeft hij al meerdere collegapartners gehad, waarvan drie vermoord zijn en de rest alweer vrij snel vertrok. In 1999 krijgt hij, na de dood van zijn partner André Fux een nieuwe partner, Tom Kranich.
Drie jaar lang steunen de twee elkaar door dik en dun, totdat er iets mis gaat. De liefde van Toms leven wordt vermoord en het feit dat hij dit niet heeft kunnen voorkomen, terwijl hij zelf werkzaam bij de politie is, vreet zo erg aan hem dat hij zijn baan als rechercheur opzegt.
Aan Gerkhan en Engelhardt om een nieuwe partner te vinden. Tijdens een moeilijke zaak krijgt Semir onverwachts hulp van de pas afgestudeerde Jan Richter. Nadat deze Gerkhan te hulp is geschoten, wordt hem de oude baan van Tom aangeboden. Twee jaar later geeft Jan er de brui aan en Semir is weer alleen. Wanneer hij een crimineel op het spoor is en op het internet onderzoek doet, komt hij de naam van zijn oude partner Tom Kranich tegen. Hij zou de enige getuige zijn die de crimineel ooit goed heeft gezien. Semir vraagt Tom om hulp en samen lossen ze de zaak op. Semir vraagt Tom om terug te komen en hij accepteert het aanbod. Twee jaar later wordt Tom vermoord. De man die aanvankelijk door Semir als Toms moordenaar wordt gezien blijkt een undercoveragent te zijn. Zijn naam is Chris Ritter en hij wordt Semirs nieuwe partner.
Nadat ook hij vermoord wordt krijgt Semir een nieuwe partner, Ben Jäger, gespeeld door Tom Beck, die werd vervangen door Alex Brandt (Vinzenz Kiefer). In 2016 krijgt Semir opnieuw een nieuwe partner, Paul Renner, gespeeld door Daniel Roesner.
Door alle jaren heen, hoeveel partners er ook zijn gekomen en vertrokken, is het principe hetzelfde gebleven. Alles draait erom om de criminelen achter de tralies te houden en degenen die op vrije voeten zijn erachter te stoppen.

## Rolverdeling
| Acteur             | Personage                     | Afleveringen                                                                        | Seizoenen       |
| ------------------ | ----------------------------- | ----------------------------------------------------------------------------------- | --------------- |
| Erdoğan Atalay     | Semir Gerkhan                 | 3–                                                                                  | 1–              |
| Daniel Roesner     | Paul Renner                   | 292 tot 364 –                                                                       | 20–             |
| Vinzenz Kiefer     | Alex Brandt                   | 261 tot 291–                                                                        | 18–20           |
| Pia Stutzenstein   | Vicky Reisinger               | 365–                                                                                | 25-             |
| Katja Woywood      | Kim Krüger                    | 190–                                                                                | 13–             |
| Tom Beck           | Ben Jäger                     | 180–260                                                                             | 13–18           |
| Charlotte Schwab   | Anna Engelhardt               | 16–185                                                                              | 2–13            |
| Gedeon Burkhard    | Chris Ritter                  | 158–179                                                                             | 11–12           |
| René Steinke       | Tom Kranich                   | 48–97 126–158                                                                       | 4–6 9–11        |
| Christian Oliver   | Jan Richter                   | 98–125                                                                              | 7–8             |
| Mark Keller        | André Fux                     | 10–47 254                                                                           | 2–3 18          |
| Almut Eggert       | Katharina Lambrecht           | 1–15                                                                                | 1–2             |
| Johannes Brandrup  | Frank Stolte                  | 1–9                                                                                 | 1               |
| Rainer Strecker    | Ingo Fischer                  | 1–2                                                                                 | 1               |
| Carina Wiese       | Andrea Schäfer gesch. Gerkhan | 16–                                                                                 | 2–              |
| Niels Kurvin       | Hartmut Freund                | 98, 111–                                                                            | 7–              |
| Daniela Wutte      | Susanne König                 | 158–                                                                                | 11–             |
| Katrin Heß         | Jenny Dorn                    | 222–                                                                                | 15–             |
| Susan Hoecke       | Dr. Isabel Frings             | 277–                                                                                | 19–             |
| Mathias Herrmann   | Thomas Sander                 | 277–                                                                                | 19–             |
| Gottfried Vollmer  | Dieter Bonrath                | 16–276                                                                              | 2–19            |
| Dietmar Huhn       | Horst Herzberger              | 10–224                                                                              | 2–16            |
| Markus H. Eberhard | Kai-Uwe Schröder              | 81, 110–152                                                                         | 6–10            |
| Martina Hill       | Petra Schubert                | 144–158                                                                             | 10-11           |
| Nina Weniger       | Regina Christmann             | 9-15                                                                                | 2               |
| Kerstin Thielemann | Isolde Maria Schrankmann      | 120, 125, 141, 146, 158, 168, 183, 185, 205, 213, 225, 235, 248, 255, 261, 268, 276 | 8-11, 13, 15–19 |

## Trivia
In Zuid-Afrika wordt de serie door de betaaltelevisiezender kykNET onder de naam "Kobra Elf" in het Afrikaans nagesynchroniseerd uitgezonden.